# Barović
Barović, prezime koje nosi stotinjak ljudi u Hrvatskoj. Najviše ih je u mjestu Boljenovići u Ponikvama na Pelješcu. Uvjerljivo najviše Barovića živi u Dubrovačko-neretvanskoj županiji.

## Poznati nositelji
- Nick Burley (Nicholas Barović; r. 1875.), američki boksač
- Vladimir Barović (r. 1939.), crnogorski kontraadmiral
- Nikola Barović (r. 1830.), trgovac
- Ivo Barović (r. 1956.), poduzetnik
- Srđan Barović (r. 1961.), odvjetnik
- Mario Barović, automobilist